# Вали Спрингс (Калифорнија)
Вали Спрингс (енгл. Valley Springs) насељено је место без административног статуса у америчкој савезној држави Калифорнија.

## Демографија
По попису из 2010. године број становника је 3.553, што је 993 (38,8%) становника више него 2000. године.
| Група             | 2000.         | 2010.         |
| Белци             | 2.124 (83,0%) | 2.850 (80,2%) |
| Афроамериканци    | 17 (0,7%)     | 35 (1,0%)     |
| Азијати           | 35 (1,4%)     | 70 (2,0%)     |
| Хиспаноамериканци | 275 (10,7%)   | 454 (12,8%)   |
| Укупно            | 2.560         | 3.553         |